# キーラン・ルボン
キーラン・ルボン（Keelan Lebon 、1997年7月4日 - ）は、フランス・パリ出身のプロサッカー選手。アゼルバイジャン・プレミアリーグ・ネフチ・バクー所属。ポジションはミッドフィールダー（ウイング）。